# Nicolás Díaz
Nicolás Andrés Díaz Huincales, noto semplicemente come Nicolás Díaz (La Florida, 20 maggio 1999), è un calciatore cileno, difensore dell'Unión Española in prestito dal Club Tijuana.

## Caratteristiche tecniche
È un difensore centrale.

## Carriera

### Nazionale
Con la nazionale Under-20 cilena ha preso parte al campionato sudamericano 2019.

## Statistiche

### Cronologia presenze e reti in nazionale
| Cronologia completa delle presenze e delle reti in nazionale ― Cile | Cronologia completa delle presenze e delle reti in nazionale ― Cile | Cronologia completa delle presenze e delle reti in nazionale ― Cile | Cronologia completa delle presenze e delle reti in nazionale ― Cile | Cronologia completa delle presenze e delle reti in nazionale ― Cile | Cronologia completa delle presenze e delle reti in nazionale ― Cile | Cronologia completa delle presenze e delle reti in nazionale ― Cile | Cronologia completa delle presenze e delle reti in nazionale ― Cile |
| Data                                                                | Città                                                               | In casa                                                             | Risultato                                                           | Ospiti                                                              | Competizione                                                        | Reti                                                                | Note                                                                |
| ------------------------------------------------------------------- | ------------------------------------------------------------------- | ------------------------------------------------------------------- | ------------------------------------------------------------------- | ------------------------------------------------------------------- | ------------------------------------------------------------------- | ------------------------------------------------------------------- | ------------------------------------------------------------------- |
| 8-10-2020                                                           | Montevideo                                                          | Uruguay                                                             | 2 – 1                                                               | Cile                                                                | Qual. Mondiali 2022                                                 | -                                                                   | 56’                                                                 |
| 13-10-2020                                                          | Santiago del Cile                                                   | Cile                                                                | 2 – 2                                                               | Colombia                                                            | Qual. Mondiali 2022                                                 | -                                                                   | 90’                                                                 |
| 9-9-2021                                                            | Quito                                                               | Colombia                                                            | 3 – 1                                                               | Cile                                                                | Qual. Mondiali 2022                                                 | -                                                                   | 71’                                                                 |
| 14-10-2021                                                          | Santiago del Cile                                                   | Cile                                                                | 3 – 0                                                               | Venezuela                                                           | Qual. Mondiali 2022                                                 | -                                                                   | 84’                                                                 |
| 8-12-2021                                                           | Austin                                                              | Messico                                                             | 2 – 2                                                               | Cile                                                                | Amichevole                                                          | -                                                                   | 65’                                                                 |
| Totale                                                              |                                                                     | Presenze                                                            | 5                                                                   |                                                                     | Reti                                                                | 0                                                                   |                                                                     |

| Cronologia completa delle presenze e delle reti in nazionale ― Cile under 20 | Cronologia completa delle presenze e delle reti in nazionale ― Cile under 20 | Cronologia completa delle presenze e delle reti in nazionale ― Cile under 20 | Cronologia completa delle presenze e delle reti in nazionale ― Cile under 20 | Cronologia completa delle presenze e delle reti in nazionale ― Cile under 20 | Cronologia completa delle presenze e delle reti in nazionale ― Cile under 20 | Cronologia completa delle presenze e delle reti in nazionale ― Cile under 20 | Cronologia completa delle presenze e delle reti in nazionale ― Cile under 20 |
| Data                                                                         | Città                                                                        | In casa                                                                      | Risultato                                                                    | Ospiti                                                                       | Competizione                                                                 | Reti                                                                         | Note                                                                         |
| ---------------------------------------------------------------------------- | ---------------------------------------------------------------------------- | ---------------------------------------------------------------------------- | ---------------------------------------------------------------------------- | ---------------------------------------------------------------------------- | ---------------------------------------------------------------------------- | ---------------------------------------------------------------------------- | ---------------------------------------------------------------------------- |
| 17-1-2019                                                                    | Rancagua                                                                     | Cile under 20                                                                | 1 – 1                                                                        | Bolivia under 20                                                             | Sudamericano Sub-20 2019 - 1º turno                                          | -                                                                            |                                                                              |
| 19-1-2019                                                                    | Rancagua                                                                     | Cile under 20                                                                | 1 – 2                                                                        | Venezuela under 20                                                           | Sudamericano Sub-20 2019 - 1º turno                                          | -                                                                            |                                                                              |
| 23-1-2019                                                                    | Rancagua                                                                     | Cile under 20                                                                | 1 – 0                                                                        | Brasile under 20                                                             | Sudamericano Sub-20 2019 - 1º turno                                          | -                                                                            |                                                                              |
| 25-1-2019                                                                    | Rancagua                                                                     | Cile under 20                                                                | 0 – 1                                                                        | Colombia under 20                                                            | Sudamericano Sub-20 2019 - 1º turno                                          | -                                                                            |                                                                              |
| Totale                                                                       |                                                                              | Presenze                                                                     | 4                                                                            |                                                                              | Reti                                                                         | 0                                                                            |                                                                              |

## Palmarès

### Club

#### Competizioni nazionali
- Copa Chile: 1

Palestino: 2018